# Efeito termodielétrico

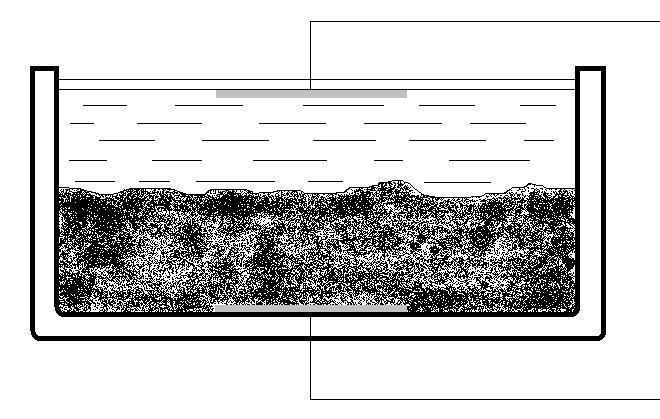

O efeito termodielétrico é a produção de correntes elétricas e a separação de cargas durante uma transição de fase, notadamente uma fusão.
O efeito foi descoberto e completamente descrito por Joaquim da Costa Ribeiro em 1944, que o publicou nos Anais da Academia Brasileira de Ciências. Costa RIbeiro observou que a solidificação e a fusão de uma amostra de cera de carnaúba levava à criação de uma corrente elétrica.
Em 1950, dois físicos norte-americanos observaram efeito semelhante no congelamento de água, e publicaram um artigo na revista Physical Review sem reconhecer o trabalho de Costa Ribeiro

## Leitura complementar
- Gross, B. (1954). «Theory of Thermodielectric effect». Physical Review. 94 (6): 1545–1551. Bibcode:1954PhRv...94.1545G. doi:10.1103/PhysRev.94.1545
- Saldaña, Juan José (2006). Science in Latin America: a history. [S.l.]: University of Texas Press. ISBN 978-0-292-71271-3